# Almirante Latorre (CL-04)
L'Almirante Latorre è stato un incrociatore che ha servito per oltre un decennio nella Marina cilena dopo aver servito per oltre due decenni con il nome Göta Lejon in quella svedese.

## Origini

Lo stemma della Svezia a cui si richiamano nei nomi le unità della Classe

All'inizio del secondo conflitto mondiale la flotta della Svenska marinen era obsoleta. Nel 1940 il governo svedese ordinò due incrociatori, il cui progetto dello scafo venne sviluppato in Italia dai Cantieri dell'Adriatico. I nomi delle due unità, Tre Kronor e Göta Lejon, richiamavano lo stemma svedese: Göta Lejon richiamava il leone vichingo (o gotico), mentre Tre Kronor ricorda l'antica unione di Norvegia, Danimarca e Svezia in un unico regno. Per motivi politici la loro costruzione iniziò solamente per entrambi gli incrociatori il 27 settembre 1943.
L'armamento principale prevedeva 9 cannoni Bofors da 152/53mm in 3 torri trinate, ma in seguito all'occupazione tedesca dei Paesi Bassi le 4 torri binate previste per gli incrociatori olandesi Classe De Zeven Provinciën (che negli anni settanta sarebbero stati acquistati dal Perù) vennero confiscate e destinate al Tre Kronor e al Göta Lejon che così ebbero 1 torre trinata a prua e 2 torri binate a poppa.
Questi cannoni erano molto validi, con un angolo di elevazione di 70° e completamente automatizzati. L'armamento antiaereo era costituito da 10 impianti Bofors da 40 mm e 7 mitragliere da 25mm e a completare l'armamento c'erano 6 tubi lanciasiluri in 2 impianti tripli e 1 scaricabombe di profondità.
Nel corso della loro vita operativa le due unità ebbero alcuni ammodernamenti con l'installazione di radar inglesi poi sostituiti con radar olandesi e modifiche all'armamento antiaereo. Il Göta Lejon, che ricoprì anche il ruolo di ammiraglia della flotta, venne ammodernato prima tra il 1948 ed il 1951 e successivamente nel 1958, mentre il Tre Kronor venne ammodernato tra il 1951 e il 1953.

### HMS Göta Lejon

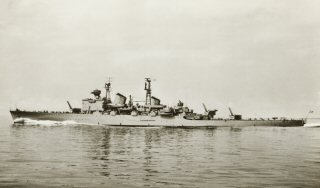
L'incrociatore Tre Kronor

La costruzione del Göta Lejon avvenne nel cantiere Eriksbergs di Göteborg e l'unità, varata il 17 novembre 1945, entrò in servizio il 15 dicembre 1947, cessando dal servizio attivo il 1º luglio 1970.

### HMS Tre Kronor
Il Tre Kronor costruito nel cantiere Götaverken di Göteborg venne varato il 16 dicembre 1944 entrando in servizio il 25 ottobre 1947 e andando in disarmo il 1º gennaio 1964 per poi essere demolito nel 1969. Il motto dell'unità era För Sveriges frihet cioè "Per la libertà della Svezia".

## Almirante Latorre (CL-04)
Dopo essere stato dismesso dalla marina svedese il Göta Lejon venne acquistato dal Cile dal governo di Salvador Allende e ribattezzato Almirante Latorre, come già una precedente corazzata dell'Armada de Chile, ed entrò in servizio il 17 settembre 1971.
A causa delle condizioni di obsolescenza venne scarsamente impiegato nell'attività di squadra e il 2 gennaio 1984 venne ritirato dal servizio attivo per essere radiato il 28 luglio 1986. Il 5 agosto successivo venne autorizzata la vendita e il 15 settembre 1986 venne venduto alla Shion Yek Steel Corporation di Taiwan. Il successivo 23 ottobre partì rimorchiato dal porto cileno di Talcahuano per raggiungere Taiwan, dove nel 1987 venne demolito.